# イズ・イット・スケアリー
「イズ・イット・スケアリー」（英: Is It Scary）は、マイケル・ジャクソンのアルバム『ブラッド・オン・ザ・ダンス・フロア』の5曲目に収録された楽曲。1997年にプロモーション用シングルとして発売された。
曲名は英語で「それは恐ろしいか」を意味する。また、歌詞の序盤がマイケル・ジャクソンの楽曲「ゴースト」と同じである。
短編映画『ゴースト』にも使用された。

## シングル収録楽曲
1. Is It Scary (Deep Dish Dark and Scary Remix)
2. Is It Scary (Eddie's Rub-a-Dub Mix)
3. Is It Scary (Eddie's Love Mix)
4. Off the Wall (Junior Vasquez Remix)